# EspieZ! Nova generació
EspieZ! Nova generació (en francès: SpieZ! Nouvelle Génération) és una sèrie d'animació francesa produïda per la companyia francesa Marathon Production i la canadenca Image Entertainment Corporation. És una seqüela de la sèrie d'animació Espies de veritat. Fou estrenada internacionalment el 15 de març de 2009. La sèrie està formada per dues temporades de 26 episodis cadascuna.
A Catalunya, la sèrie fou estrenada el 23 de desembre de 2011 al canal Super3, reemetent-se posteriorment en diverses ocasions.

## Llista d'episodis

### Primera temporada
| # | Títol                                                                                 | Data d'estrena internacional | Data d'estrena a Catalunya |
| --- | ------------------------------------------------------------------------------------- | ---------------------------- | -------------------------- |
| 1 | «Operació Jocs i rialles» «Operation Fun and Games»                                   | 15 de març de 2009           | 11 de febrer de 2012       |
| Els Espiez tenen la missió d'investigar la misteriosa desaparició de tot de joves d'arreu del món, tots ells campions del joc de Cartes dels Herois del Japó. Material específic per a la missió 431: el Guant de beisbol aferrador invertible, la Gorra propulsora levitadora, les Lentilles anul·ladores de males mirades i els Xiclets bomba.                                          |                                                                                       |                              |                            |
| 2 | «Operació Dinosaures» «Operation Dyno-might!»                                         | 21 de març de 2009           | 11 de febrer de 2012       |
| De visita al Museu Natural d'Història, els Espiez s'han quedat amb un pam de nas en veure el renaixement d'un esquelet de tiranosaure. Pot ser que algun supermalvat vulgui tornar el món a l'era dels dinosaures?! Material específic per a la missió 712: els Guants de fusió, les Boles ultracalcificadores, el Io-io tirolina i l'Ànec de goma inflable!                              |                                                                                       |                              |                            |
| 3 | «Operació Cangur d'espies» «Operation Spy-Sitter»                                     | 22 de març de 2009           | 18 de febrer de 2012       |
| Els Espiez tenen la missió d'investigar la misteriosa desaparició de dos espies molt valuosos de la WHOOP. I si es tracta d'un segrestador d'espies, ells són els primers que corren perill. Material específic per a la missió 593: el Paraigua de butxaca, l'Escut para-sol, la Càmera amb flaix estabornidor i el Supersurf silenciós supersònic amb set seients.                      |                                                                                       |                              |                            |
| 4 | «Operació Rodes de tro» «Operation Wheels of Thunder»                                 | 22 de març de 2009           | 18 de febrer de 2012       |
| Una sèrie de desastres naturals han posat la WOOHP en alerta màxima. Unes rodes de monopatí d'un aliatge molt sofisticat duran els Espiez fins al que podria ser el causant de tot plegat: el Falcó de Pedra, el millor patinador de la ciutat. Material específic per a la missió 274: els Caramels de cafè encola-ho tot, les Ulleres de sol ultrabrisa i la Bombolleta allunyaperills. |                                                                                       |                              |                            |
| 5 | «Operació Marrecs» «Operation Brat Pack»                                              | 28 de març de 2009           | 25 de febrer de 2012       |
| Avui, els Espiez tenen una missió de vigilància a l'exclusiva illa de Mahití. Concretament, hauran de protegir en Brock Chambers, votat Guaperes més Guapo de l'Any! Material específic per a la missió 365: la Bossa de paper antigravetat, l'Anell amb cable retràctil, el Fes atrapa-ho tot i les Rèpliques humanes deshidratades activables amb aigua.                                |                                                                                       |                              |                            |
| 6 | «Operació Tretze de la mala sort» «Operation Terrible Thirteen»                       | 3 d'abril de 2009            | 26 de febrer de 2012       |
| Un fenomen molt estrany afecta els adolescents multimilionaris del planeta, que s'estan convertint en mutants. El més curiós del cas és que tots estan a punt de complir 13 anys! Material específic per a la missió 176: l'Anell guarda-roba virtual, el Fil enganxós WOOHP i la Pilota bomba de plutoni.                                                                                |                                                                                       |                              |                            |
| 7 | «Operació Gus Jr» «Operation Gus Jr»                                                  | 7 de juny de 2009            | 3 de març de 2012          |
| Després de descobrir que hi ha problemes a les xarxes de comunicació de tot el món, els Espiez han començat a investigar en Boogie Gus, un delinqüent que coneixien molt bé les espies de Beverly Hills. Material específic per a la missió 401: el Bot pneumàtic virtual WOOHP, l'Aferrador superelàstic, l'Onada desbocada i la Pastilla del que s'esquitlla.                           |                                                                                       |                              |                            |
| 8 | «Operació Creuer accidentat» «Operation Cruisin' For A Bruisin»                       | 6 de juny de 2009            | 3 de març de 2012          |
| Algú ha entrat al sistema de seguretat de la WOOHP i és possible que hagi descobert la identitat secreta dels Espiez. Precisament avui, que els nostres herois se n'anaven de creuer! Poques vacances faran... Material específic per a la missió 848: el Rellotge raig de remolí, l'Esprai de pebrot picant Naga Jolokia i els Binocles d'ones cerebrals.                                |                                                                                       |                              |                            |
| 9 | «Operació Fugida» «Operation Break-Out»                                               | 11 d'abril de 2009           | 10 de març de 2012         |
| Després de saber que ha desaparegut un xip que controla els codis de seguretat de la presó de la WOOHP, en Jerry hi ha enviat els Espiez sense pensar-s'ho dues vegades. Tot fa pensar que el lladre encara podria ser a l'interior de la presó. Material específic per a la missió 679: les Superrodes en línia, la Nanoungla i el Desodorant desmoleculitzador.                         |                                                                                       |                              |                            |
| 10 | «Operació Bèsties humanes» «Operation Pet Peeved»                                     | 24 d'octubre de 2009         | 10 de març de 2012         |
| L'aparició per tot el món d'uns éssers que no coincideixen amb la descripció de cap espècie coneguda i que ataquen humans, ha encès totes les alarmes de la WOOHP. Pot ser que hi hagi algú que estigui fent experiments amb ADN?! Material específic per a la missió 675: la Pistola de rajos polars, el xiulet supersònic i les canelleres ultraràpides.                                |                                                                                       |                              |                            |
| 11 | «Operació Escoles rivals» «Operation Rival Schools»                                   | 20 de juny de 2009           | 17 de març de 2012         |
| Unes quantes escoles de la ciutat han estat víctimes d'actes de vandalisme extrem. Segons en Jerry, la pròxima escola que atacaran serà la Grinnel. Els Espiez s'hi hauran d'infiltrar per descobrir-ne els responsables. Material específic per a la missió 311: el Disc d'aigua congelada, l'Eixam ultraletal, el Paracalor total i l'Ull telescòpic de rajos X.                        |                                                                                       |                              |                            |
| 12 | «Operació Bronzejador Trenc d'Alba» «Operation Sunrise Tan»                           | 27 de juny de 2009           | 17 de març de 2012         |
| Una sèrie d'actes d'una agressivitat desmesurada han portat els Espiez fins a un magatzem d'uns bronzejadors amb un poder d'atracció increïble. Ara només falta saber qui hi ha darrere de tota aquesta operació... Material específic per a la missió 260: les Lents de contacte de rajos M, la Bombolla d'aïllament WOOHP i el Supressor de matèria WOOHP.                              |                                                                                       |                              |                            |
| 13 | «Operació Projectil humà» «Operation Dare Devil»                                      | 14 de juny de 2009           | 24 de març de 2012         |
| Un lladre ha actuat diverses vegades contra l'empresa Techammer i els ha robat els ordinadors més nous i més secrets que tenia per llançar al mercat. Avui, als Espiez els tocarà anar armats fins a les dents! Material específic per a la missió 700: el Microprocessador auditiu "què dius", la Pell de peix marí i la Tirolina glaçada plegable.                                      |                                                                                       |                              |                            |
| 14 | «Operació Desastre al ranxo» «Operation Dude Ranch Disaster»                          | 15 d'agost de 2009           | 24 de març de 2012         |
| Per evitar la separació de l'equip dels Espiez, en Jerry els ha enviat al nou Ranxo Recreatiu de la WOOHP. Serà una setmana de relax, plena de diversió... i d'emocions molt fortes! Material específic per a la missió 192: el Llaç WOOHP recobert de diamant, la Superbomba escopinada i el Paracaigudes de policloroprè resistent a la calor.                                          |                                                                                       |                              |                            |
| 15 | «Operació Camaleó» «Operation Chameleon Leon»                                         | 8 d'agost de 2009            | Sense anunciar             |
| L'atracament en un banc de Toronto davant dels guardes ha deixat la Woohp fora de joc. No hi ha cap prova, cap imatge, cap empremta, res de res... Sembla ben bé com si hagués estat obra d'un fantasma! Material específic per a la missió 613: l'Escut facial d'expansió cellajunta, el Llaç ultraelàstic i el Superaspiraxuclador de proves.                                           |                                                                                       |                              |                            |
| 16 | «Operació WOOCSI» «Operation WOOCSI»                                                  | 22 d'agost de 2009           | Sense anunciar             |
| Després de ser traslladat a la Woocsi, en Marc ha sabut que la seva nova missió serà investigar qui és el responsable de la desaparició d'algunes de les ments més prestigioses del món. Material específic per a la missió 987: el control remot multiús de canell, el desembussador de piques plegable nuclear i el braç biònic irònic.                                                 |                                                                                       |                              |                            |
| 17 | «Operació fer-se gran» «Operation Grow Up»                                            | 29 d'agost de 2009           | Sense anunciar             |
| Després d'investigar la destrucció de tota una sèrie d'equipaments culturals per convertir-los en parcs infantils, els Espiez n'han localitzat el responsable: un nen de 8 anys! És impossible que ho faci tot sol! O no?! Material específic per a la missió 668: el Bufaventades inflable, la Maquineta làser i l'Ultraparaigua WOOHP.                                                  |                                                                                       |                              |                            |
| 18 | «Operació brunzit» «Operation Buzz Off»                                               | 3 de setembre de 2009        | Sense anunciar             |
| La terrible epidèmia que fa que les persones quedin petrificades han portat els Espiez a investigar una dona que treballa en un projecte secret que estudia les abelles: la doctora Victoria Warthwaite, un personatge sense cap mena d'escrúpols. Material específic per a la missió 217: la Bola de neu WOOHP, el Mur invisible i el Míssil superboira.                                 |                                                                                       |                              |                            |
| 19 | «Operació Bob, el llamàntol» «Operation Crabby Bob»                                   | 30 de novembre de 2009       | Sense anunciar             |
| La desaparició de tot de vaixells de càrrega en una zona de l'Oceà Pacífic fa pensar que el responsable podria ser un monstre gegant submarí que intenta crear una nova civilització subaquàtica. Material específic per a la missió 198: la Gorra expansible amb càpsula d'oxigen, els Respiradors subaquàtics i les Botes d'aigua d'injecció.                                           |                                                                                       |                              |                            |
| 20 | «Operació vella escola» «Operation Old School»                                        | 3 de novembre de 2009        | Sense anunciar             |
| Les catàstrofes naturals que estan apareixent per tot el món i la desaparició de la Iaia, una de les pitjors delinqüents del món, podrien tenir una relació molt estreta. Aviat la sabrem! Material específic per a la missió 203: el Raig tractor portàtil, el Superavió espia de paper, la Canellera d'esport superexpansiva i els Caramels de menta atòmics que no estan per brocs.    |                                                                                       |                              |                            |
| 21 | «Operació rescat al desert» «Operation Desert Rescue»                                 | 12 de desembre de 2009       | Sense anunciar             |
| Després de robar tot de material ultrasecret, en Bob el Llamàntol ha tornat per segrestar la mare dels Espiez, convertir-la en un camaleó humà i fer-la reina del seu regne malèfic. Material específic per a la missió 420: el Nino Jerry Capdebola, el Clauer minibola de discoteca, els Caramels de menta geladora i el Martell Pneumàtic.                                             |                                                                                       |                              |                            |
| 22 | «Operació el pirata informàtic de 15 metres» «Operation The 50 Ft. Hacker»            | 19 de desembre de 2009       | Sense anunciar             |
| Després d'una possible intrusió al laboratori experimental de la WOOHP, els Espiez tenen la missió d'anar-hi i fer-ne l'inventari. La desaparició de la Superpistola superaugmentadora els posarà sobre la pista d'en Davey Hacker, el famós nen prodigi de la informàtica! Avui, no els farà falta material específic! Al laboratori experimental hi ha de tot!                          |                                                                                       |                              |                            |
| 23 | «Operació un parell de perillosos (primera part)» «Operation Twins of Trouble Part 1» | 19 de febrer de 2010         | Sense anunciar             |
| Els sensors atmosfèrics de la WOOHP han detectat un objecte de certa magnitud que ha caigut a la Terra. Aviat descobriran que es tracta d'una nau pilotada per l'Alfa, el malfactor més perillós que ha capturat mai l'OOPSIE. Ara està lliure... i no ha vingut sol! Material específic per a la missió 823: el Globus que fa bum i el Diapasó vibrodestructor.                          |                                                                                       |                              |                            |
| 24 | «Operació un parell de perillosos (segona part)» «Operation Twins of Trouble Part 2»  | 19 de febrer de 2010         | Sense anunciar             |
| En Larry ha confessat que l'Alfa i l'Omega els va fabricar ell tot fent proves per crear una nova generació d'espies. L'experiment va sortir malament i els van enviar a l'espai en unes càpsules per desfer-se'n. Ara, els bessons diabòlics han capturat la Megan i en Marc i estan a punt de culminar la seva missió de destrucció total del planeta.                                  |                                                                                       |                              |                            |
| 25 | «Operació un parell de perillosos (tercera part)» «Operation Twins of Trouble Part 3» | 19 de febrer de 2010         | Sense anunciar             |
| Després de descobrir que els pares són exespies i que van ser ells qui van derrotar els bessons diabòlics, ha quedat clar que Alfa i Omega han fet servir d'esquer els Espiez per capturar Karen i Cal. El seu objectiu és crear un exèrcit de clons per destruir el planeta. Avui, la família haurà d'estar més unida que mai per aturar aquest exèrcit salvatge de bessons.             |                                                                                       |                              |                            |
| 26 | «Operació Io-io, el mestre ninja» «Operation YoYo-Ninja Master»                       | 26 de febrer de 2010         | Sense anunciar             |
| Després de capturar l'esmunyedís Gomina, en Tony, ara convertit en el mestre Ninja del Io-Io, s'ha fet tan famós que ha deixat els Espiez a l'estacada. Però en Gomina ha tornat a fugir i la missió cada cop es complica més! Material específic per a la missió 626: la Pistola d'aigua encoladora, el Projector l'hologrames i el Complement de paper de vidre.                        |                                                                                       |                              |                            |

### Segona temporada
| # | Títol                                            | Data d'estrena internacional | Data d'estrena a Catalunya |
| --- | ------------------------------------------------ | ---------------------------- | -------------------------- |
| 27 | «Operació: Robot rebel» «Operation: Rebel Robot» | Sense anunciar               | 12 de setembre de 2013     |
| En Marc està tan obsessionat a guanyar el Concurs de Ciències de l'escola que ha decidit "agafar prestada" tecnologia punta de la WOOHP. El que no sap és que per culpa d'això quedarà lliure en Techno Tommy, un malvat que va crear un xip per destarotar tots els ordinadors del món i escampar el caos, que és justament el que està passant ara! |                                                  |                              |                            |
| 28 | «Operació: Nanospies»                            | Sense anunciar               | 13 de setembre de 2013     |
| La desaparició de tot d'espies arreu del món ha portat els Espiez a descobrir que tot plegat és cosa d'en Davey Hacker, un noi que faria qualsevol cosa per formar part de la WOOHP, fins i tot reduir els nostres herois a la mida d'una puça! Material específic per a la missió 428: la càmera megaampliadora, els replicants deshidratats "posa-hi aigua i llestos" i la nanocàpsula. |                                                  |                              |                            |
| 29 | «Operació: Paparazzi malvada»                    | Sense anunciar               | 16 de setembre de 2013     |
| Fins que en Jerry no descobreixi qui ha fet que els Espiez surtin a la portada d'un diari capturant l'home cactus, els nostres herois s'hauran de quedar inactius. El que no s'esperava ningú era que tot seguit segrestessin en Jerry! Material específic per a la missió 467: les píndoles d'invisibilitat, el barret de canvi sobtat i el deflector total de tota l'energia. |                                                  |                              |                            |
| 30 | «Operació: Falcó glaçat»                         | Sense anunciar               | 17 de setembre de 2013     |
| En Jerry ha enviat els Espiez a investigar un fenomen meteorològic ben estrany, amb neu i glaçades en llocs d'allò més inusuals, fins i tot a cobert! Pot ser que el Falcó Glaçat hagi canviat el monopatí per una planxa de snowboard?! Material específic per a la missió 730: el brètzel de ferro expansible amb aigua salada, la llevaneu "No és tan greu" i el supertrineu volador. |                                                  |                              |                            |
| 31 | «Operació: pisos assassins»                      | Sense anunciar               | 18 de setembre de 2013     |
| La desaparició de tot de persones en circumstàncies misterioses, la majoria a l'edifici Torres Deluxe, ha portat els Espiez a investigar l'agència immobiliària Casavui, que es dedica a vendre pisos amb un disseny mortal. Material específic per a la missió 428: la pansa superinflable, l'esborramatèria, el rellotge holograma i l'imant de nevera ultramagnètic. |                                                  |                              |                            |
| 32 | «Operació: Ieti pelut»                           | Sense anunciar               | 19 de setembre de 2013     |
| En Jerry ha enviat els Espiez a una estació d'esquí a investigar una sèrie d'accions violentes que ningú té clar si les ha fet una persona, o més aviat una cosa peluda! D'entrada, tot fa pensar que és cosa de la Kat, l'arxienemiga dels Espiez! Material específic per a la missió 532: la bomba de cola ultraenganxosa, les planxes de neu amb propulsió nuclear i la superxarxa parany. |                                                  |                              |                            |
| 33 | «Operació: Supersuc»                             | Sense anunciar               | 20 de setembre de 2013     |
| Després d'investigar l'atac d'una furgoneta de transport de presos de la WOOHP per part d'un desconegut, els Espiez han descobert el pla malèfic d'en Mel, un exespia pervers que fa temps es va fer passar per la seva cangur. Ara en Mel ha creat un supersuc que li permetrà dominar tot el món! Material específic per a la missió 463: el nou prototip d'uniforme dels Espiez! |                                                  |                              |                            |
| 34 | «Operació: Gus-jitsu»                            | Sense anunciar               | 23 de setembre de 2013     |
| La investigació del robatori d'una relíquia molt antiga ha dut els Espiez al Museu dels Guerrers Asiàtics de Tòquio, on s'hi guarden els tres objectes sagrats, l'objectiu d'en Gus, ara reconvertit en ninja! Material específic per a la missió 734: el projectil aràcnid de seguiment, el rellotge-glaça-ho-tot, el productor de bombolles-cel·la i la pasta de dents ultrarelliscosa. |                                                  |                              |                            |
| 35 | «Operació: Illa oblidada»                        | Sense anunciar               | 25 de setembre de 2013     |
| Els Espiez han tingut problemes mecànics amb l'avió i han hagut de fer un aterratge forçós en una illa paradisíaca, l'illa del WOOHP123, un superordinador oblidat que es vol venjar, ni més ni menys, que d'en Jerry! Material específic per a la missió 699: el supersurf silenciós supersònic de set seients, dues woohpernoves i el rellotge generador d'hologrames. |                                                  |                              |                            |
| 36 | «Operació: Tami malvada»                         | Sense anunciar               | 26 de setembre de 2013     |
| La desaparició d'un meteorit amb unes ones de so que tenen la capacitat de controlar la ment han dut els Espiez fins a un laboratori de l'Antàrtida. L'única pista que hi han trobat és una pua de guitarra, i això vol dir que podria ser cosa del supermalvat Sebastian! Material específic per a la missió 236: la serp-de-neu lliscosa, el tapaorelles afro i la ferradura ultramagnètica. |                                                  |                              |                            |
| 37 | «Operació: Espia geriàtrica»                     | Sense anunciar               | 27 de setembre de 2013     |
| Et pots creure que a partir d'ara l'Àvia treballarà a la WOOPH d'assessora?! Segons en Jerry està totalment rehabilitada, i avui ho podrà demostrar detenint la Victoria Brathwaite, la científica sonada que es va convertir en abella! Material específic per a la missió 233: la càmera amb flaix ferotge, l'esprai separamolècules i l'encongidor de seixanta segons. |                                                  |                              |                            |
| 38 | «Operació: Astroboig»                            | Sense anunciar               | 30 de setembre de 2013     |
| Un astronauta que no va tornar mai de la seva missió i que està convençut que és en un altre planeta ha segrestat els Espiez pensant-se que eren extraterrestres. De fet, amb la pinta que fan, no és gaire estrany! Material específic per a la missió 938: el disc multifunció, l'ull tècnic, la corda elàstica antiembulls, la baga portahèlices i el matalàs inflable de gelatina. |                                                  |                              |                            |
| 39 | «Operació: Espia solitària»                      | Sense anunciar               | 1 d'octubre de 2013        |
| La Megan, que vol demostrar als seus germans que és tan bona espia com ells, ha decidit entrar a l'ordinador de la WOOHP per buscar-se una missió per a ella sola: aturar el Gran Mascle, un noi que es dedica a segrestar els mascles més mascles de la Terra! Material específic per a la missió 779: la pinta-clau mestra, les pastinvisibles, el nasoaudio-sensor i l'atomitzador d'alta intensitat. |                                                  |                              |                            |
| 40 | «Operació: Tieta Trudi»                          | Sense anunciar               | 2 d'octubre de 2013        |
| La tieta Trudi, sense saber-ho, ha inhalat una substància anomenada "sèrum antiespies" que l'ha convertit en una arma letal. Un per un, ha començat a segrestar tots els Espiez, però el pitjor és que ningú no sap fins on és capaç d'arribar! Material específic per a la missió 640: el rellotge electrorastrejador, la nanoungla i el volant de bàdminton rastrejador. |                                                  |                              |                            |
| 41 | «Operació: Cereals dels superespies»             | Sense anunciar               | 3 d'octubre de 2013        |
| En Tony ha trobat un dels anells d'or dels Cereals dels Superespies i s'ha guanyat una visita a la fàbrica d'en Flocs Fructosa. Aviat els altres Espiez descobriran què té a veure això amb els nanoxips que han desaparegut del laboratori de robòtica de la WOOHP. Material específic per a la missió 775: l'accessori de les botes per cavar túnels i el deflector energètic d'energies. |                                                  |                              |                            |
| 42 | «Operació: Espia clonat»                         | Sense anunciar               | 4 d'octubre de 2013        |
| Els Espiez s'han quedat de pedra quan en Jerry els ha comunicat que es retirava. Però encara els ha sobtat més conèixer el Jerry Dos Punt Zero, una versió clonada d'ell mateix amb 30 anys menys que, si es despisten gaire, els donarà més d'una sorpresa! Material específic per a la missió 142: la super-mega-hidropistola i la pinyata-sorpresa. |                                                  |                              |                            |
| 43 | «Operació: Pallasso pessigolles»                 | Sense anunciar               | 7 d'octubre de 2013        |
| Arran de la desaparició d'un pallasso que es diu Bizbo, els Espiez han descobert la trama del Pallasso Pessigolles. El seu objectiu és fer tornar boig tot el món de tant riure! Prepara't per fer-te'n un tip! Els Espiez no poden parar! Material específic per a la missió 443: una woohopernova, el llançabombolles empresonadores i un pot d'esprai aprimaespies. |                                                  |                              |                            |
| 44 | «Operació: Espumàtic»                            | Sense anunciar               | 8 d'octubre de 2013        |
| La desaparició de dos ecologistes ha portat els Espiez a investigar l'amo dels trens de rentat de cotxes Espumàtic, l'Espuma Malone, que sap molt bé com desfer-se dels que no els agraden els productes tòxics! Material específic per a la missió 944: l'últim model dels patins de la WOOHP, les boles de massilla d'àloe, el xumet liquador i la raqueta desviadora. |                                                  |                              |                            |
| 45 | «Operació: Jerry el Malvat (1a part)»            | Sense anunciar               | 9 d'octubre de 2013        |
| Amb els Espiez a càrrec de la WOOHP, la Sherry, la germana d'en Jerry, els ha convençut que la deixin sortir de la presó i, amb l'ajuda del propi Jerry, ha alliberat el seu altre germà Terry d'una presó de màxima seguretat. Ara tot depèn dels Espiez, que estan atrapats en un glaçó gegant a l'Antàrtida! Material específic per a la missió 237: l'ànec inflable i el megaguant de boxa amb bor. |                                                  |                              |                            |
| 46 | «Operació: Jerry el Malvat (2a part)»            | Sense anunciar               | 10 d'octubre de 2013       |
| Mentre la Sherry, en Terry i en Jerry, amb el cervell rentat, continuen amb el seu pla malèfic per dominar el món, els Espiez intenten fugir d'un os polar i recuperar terra ferma. Aviat s'adonaran que la missió de debò encara ha de començar! Material específic per a la missió 346: la mà feta de goma elàstica i l'avioneta amb rotlle immobilitzador. |                                                  |                              |                            |
| 47 | «Operació: Gallina indignada»                    | Sense anunciar               | 11 d'octubre de 2013       |
| Arran de la desaparició d'en Paco, el famós chihuahua de la cadena Paco Taco, i d'en Bacon, un porquet que és la imatge d'una fàbrica de joguines, els Espiez han començat a investigar en Cloqui, un actor que fa de mascota d'unes granges de gallines i que té un pla d'allò més sinistre. Material específic per a la missió 112: el barret mexicà de canvi ràpid, les boles glaçadores i el transmutador d'estats. |                                                  |                              |                            |
| 48 | «Operació: Directora destarotada»                | Sense anunciar               | 14 d'octubre de 2013       |
| Per culpa d'un objecte estrany caigut del cel que els Espiez s'han emportat a classe, la directora ha transformat l'escola en una mena de presó i ha començat a convertir tots els alumnes en zombis. Primer caldria saber què és, en realitat, aquest objecte! Material específic per a la missió 248: el mirlitornado, la bomba de cola, la megaaspiradora i la raqueta-tirolina. |                                                  |                              |                            |
| 49 | «Operació: L'última jugada d'en Noel»            | Sense anunciar               | 26 de novembre de 2013     |
| Marc ha guanyat un repte per dissenyar un gran vestit energètic per a les indústries Noel. Però no sap que el propietari és el camaleó León. Va enganyar en Marc perquè li creés un vestit per tornar-li tots els seus poders. Té previst utilitzar el vestit per robar or d'un tren i captura en Marc. Lee, Tony i Megan han de salvar el seu germà i aturar el camaleó. Primer caldria saber què és, en realitat, aquest objecte! Material específic per a la missió 323: el xiulet supersònic, les bombes de xiclet, i l'imant WOOHP. |                                                  |                              |                            |
| 50 | «Operació: Atac per sorpresa»                    | Sense anunciar               | 15 d'octubre de 2013       |
| Els Espiez han arribat a la WOOHP i, a més de no trobar-hi ningú, el robot entrenador d'arts marcials els ha atacat sense miraments. Pot ser que un boig malvat s'hagi apoderat de la WOOHP i hagi segrestat en Jerry i els altres? Avui els Espiez estan sols davant del perill! Material específic per a la missió 50: la pansa inflable, l'ungla-ganivet i la corda enganxosa. |                                                  |                              |                            |
| 51 | «Operació: Nina Guai»                            | Sense anunciar               | 16 d'octubre de 2013       |
| La Tami ha guanyat un concurs i han fet servir les seves faccions per la imatge de la Nina Guai, la més venuda arreu del món, que aviat es convertirà en la més violenta del planeta! La malèfica Kat torna a fer de les seves! Material específic per a la missió 251: la superbomba d'escopinada, el mini replicador-transmissor i el pintallavis desintegrador. |                                                  |                              |                            |
| 52 | «Operació: Arbustos malèfics»                    | Sense anunciar               | 17 d'octubre de 2013       |
| La desaparició de dues persones que treballaven juntes en un projecte d'un parc de la ciutat on hi volen construir un gratacel ha encès totes les alarmes a la WOOHP. Si els nostres herois no vigilen, avui podrien acabar "vegetalitzats"! Material específic per a la missió 952: la hiperrasuradora, el transmutador d'estats i la galeta rastrejadora. |                                                  |                              |                            |